# Lavagna (torrente)
Il Lavagna è un grosso torrente dell'entroterra ligure.

## Geografia

### Percorso
Il torrente nasce dalle pendici del Monte Bragagli a 965 metri sul livello del mare nel comune di Lumarzo (GE).
Giunge presso Carasco dove, insieme allo Sturla di Carasco e al Graveglia, forma il fiume Entella che sfocia poi nel Mar Ligure, nel comune di Chiavari (GE).

### Affluenti
Il torrente riceve svariati affluenti.
Tra i principali, da sinistra:
- il torrente d'Urri;
- Neirone;
- canale di Moconesi;
- torrente Cornia;
- torrente Màlvaro;
- Canale d'Isolona.

Da destra:
- rio Boasi;
- torrente Lumarzo o Lanzuola;
- torrente Litteglia;
- torrente Canevale.